# Первое Мая (Нуринский район)
Первое Мая (каз. Первое Мая) — село в Нуринском районе Карагандинской области Казахстана. Входит в состав Черниговского сельского округа. Код КАТО — 355283400.

## География
Село расположено на правом берегу реки Нура. Первое Мая расположено вблизи дороги P-3 Астана — Кабанбай батыра — Темиртау.

## Население
В 1999 году население села составляло 223 человека (107 мужчин и 116 женщин). По данным переписи 2009 года в селе проживал 141 человек (68 мужчин и 73 женщины).